# Anton Csorich von Monte Creto

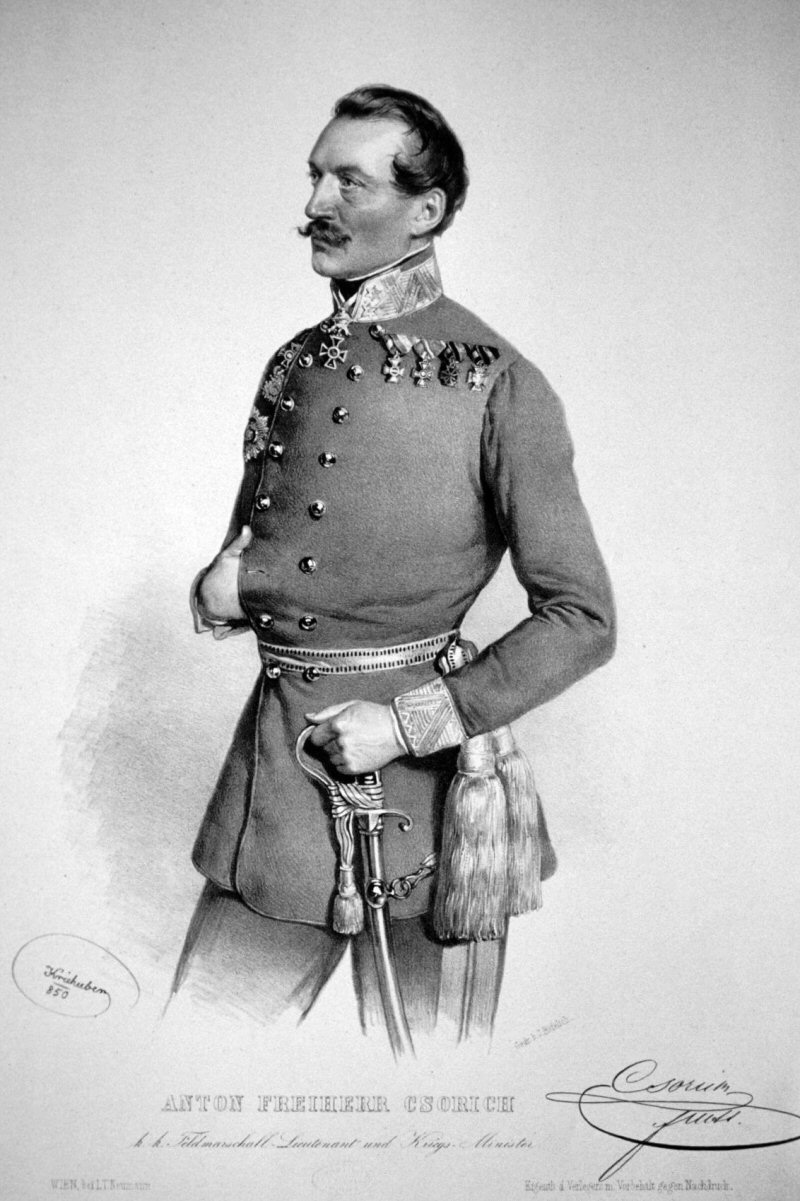
Anton Csorich, Lithographie von Joseph Kriehuber, 1850

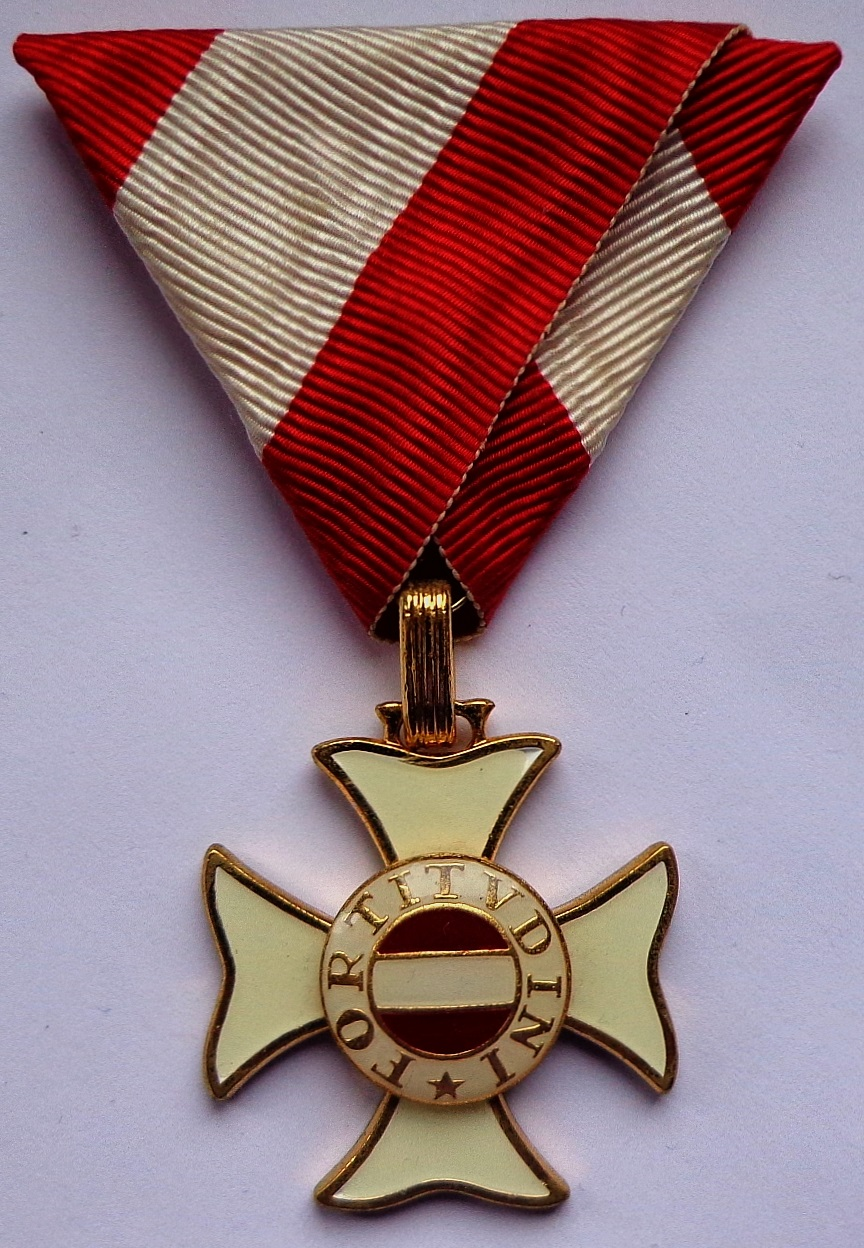
Ritterkreuz des Militär-Maria-Theresien-Ordens

Anton Freiherr Csorich von Monte Creto (spr. tschóritsch; kroatisch Antun barun Čorić od Monte Creta), (* 1795 in Machichno, Kroatien; † 15. Juli 1864 in Dornbach bei Wien) war ein k. k. Feldzeugmeister und Kriegsminister des Kaisertums Österreich. Er war auch Inhaber des Ritterkreuzes des Militär-Maria-Theresien-Ordens.

## Militärische Laufbahn
Im Dorf Machichno bei Karlovac geboren, trat Csorich bereits im Jahre 1808 als Kadett in das Likaner „Ottocaner Grenz-Infanterie-Regiment“ ein und kämpfte bereits im selben Jahr im Feldzug gegen französische Truppen. Zum Offizier befördert nahm er an den Befreiungskriegen teil und wurde danach als Adjutant zum Feldzeugmeister Alois Fürst Liechtenstein abgeordnet. 1833 zum Major befördert, übernahm er das Kommando über ein Bataillon des Böhmischen Infanterie-Regiments Nr. 36. 1836 wurde er Oberst und Regiments-Kommandant im Böhmischen Infanterie-Regiment Nr. 42. Diese Regiment befehligte er bis zum Jahre 1842, wurde danach zum Generalmajor befördert und erhielt das Kommando über eine Brigade in Italien. 1843 nach Wien zurückbeordert, erfolgte 1846 seine Ernennung zum Kommandanten der Festung Salzburg. 1848 wurde er Feldmarschallleutnant unter gleichzeitiger Berufung zum Divisions-Kommandanten.
Beim Wiener Oktoberaufstand 1848 befehligte Csorich die kaisertreuen Truppen in der Leopoldstadt und übernahm später das Kommando über die Einheiten, welche die innere Stadt einschlossen. Bei der am 26. Oktober begonnenen Beschießung Wiens durch die Truppen von Alfred I. Fürst zu Windisch-Graetz und Graf Joseph Jelačić von Bužim operierten Csorichs Verbände gegen die Matzleinsdorfer Linie und gegen den Wien-Gloggnitzer Bahnhof. Nach der Niederlage der Ungarn in der Schlacht bei Schwechat begannen die Angriffe gegen die noch von den Aufrührern besetzten Stadtteile von Wien. Csorich hatte hierbei den Auftrag, mit drei Brigaden gegen den Rayon bis an die Wien vorzugehen und die Aufständischen zu entwaffnen.
Durch das geschickte Vorgehen Csorichs konnten die kaiserliche Hofbibliothek, das Naturaliencabinet und der bisher unversehrt gebliebene Teil der Hofburg vor irreparablen Schäden bewahrt werden.
In dem darauffolgenden Feldzug nach Ungarn und den Kämpfen gegen die Truppen der Kossuth Regierung kommandierte Csorich zunächst eine Infanterie-Truppendivision des II. Armeekorps und bald darauf das Armeekorps selbst. Hier operierte er erfolgreich gegen die Truppen von Artúr Görgey, dem er im Gefecht auf dem Plateau von Schemnitz und in der Schlacht bei Kápolna Niederlagen beibrachte. Ende April unterstützte er in der Ersten Schlacht bei Komorn die bei Ács angegriffenen Truppen des Belagerungskorps unter General Simunich.
Als die kaiserliche Armee nach dem taktischen Rückzug auf Preßburg unter Feldzeugmeister Haynau die Gegenoffensive im Raum Komorn neuerlich ergriff, blieb Csorich Mitte Juli mit seinem Armeekorps als Belagerungstruppe vor der mit 18.000 Mann belegten, starken Festung zurück. Csorich gelang es, die Belagerung gegen starke Ausfälle aufrechtzuerhalten, bis Verstärkung eintraf und er das Kommando an Feldzeugmeister Nugent übergeben konnte. In Anerkennung dieser Verdienste wurde Csorich mit dem Orden der Eisernen Krone 1. Klasse ausgezeichnet.
Nach der Beendigung der Kämpfe versetzte man Csorich als Adjutanten des Kommandierenden Generals nach Wien, von wo aus er, nunmehr zum Geheimen Rat ernannt, am 16. Juli 1850 an Samuel Graf Gyulays Stelle zum Kriegsminister bestellt wurde. In die Zeit seiner Ministertätigkeit fällt unter anderem die Verabschiedung des Grundgesetzes für die Militärgrenzländer, die Ausgabe eines Militär-Verordnungsblattes, die Einführung einer neuen Ausbildungsvorschrift (Abrichtungs- und Exizierreglement), die Neuordnung der Offiziersgehälter, die Neuausstattung der Kavallerie und der Beginn der Heeresreform für die Armee. Des Weiteren veranlasste er die Gründung neuer Militär-Bildungsanstalten. Am 7. März 1853 schied er als Minister aus und übernahm das Kommando über das III. Armeekorps in Graz. Vom Juni 1854 bis zum November des gleichen Jahres war er mit der Führung der 1. Armee betraut und übernahm dann wieder das Kommando des III. Armeekorps.
Im Januar 1856 wurde er als General-Adjutant zum Armee-Oberkommando der 3. Armee nach Ofen beordert und kehrte im April 1859 als Kommandierender General nach Wien zurück. Inzwischen zum Feldzeugmeister befördert, trat Csorich im September des gleichen Jahres in den Ruhestand.

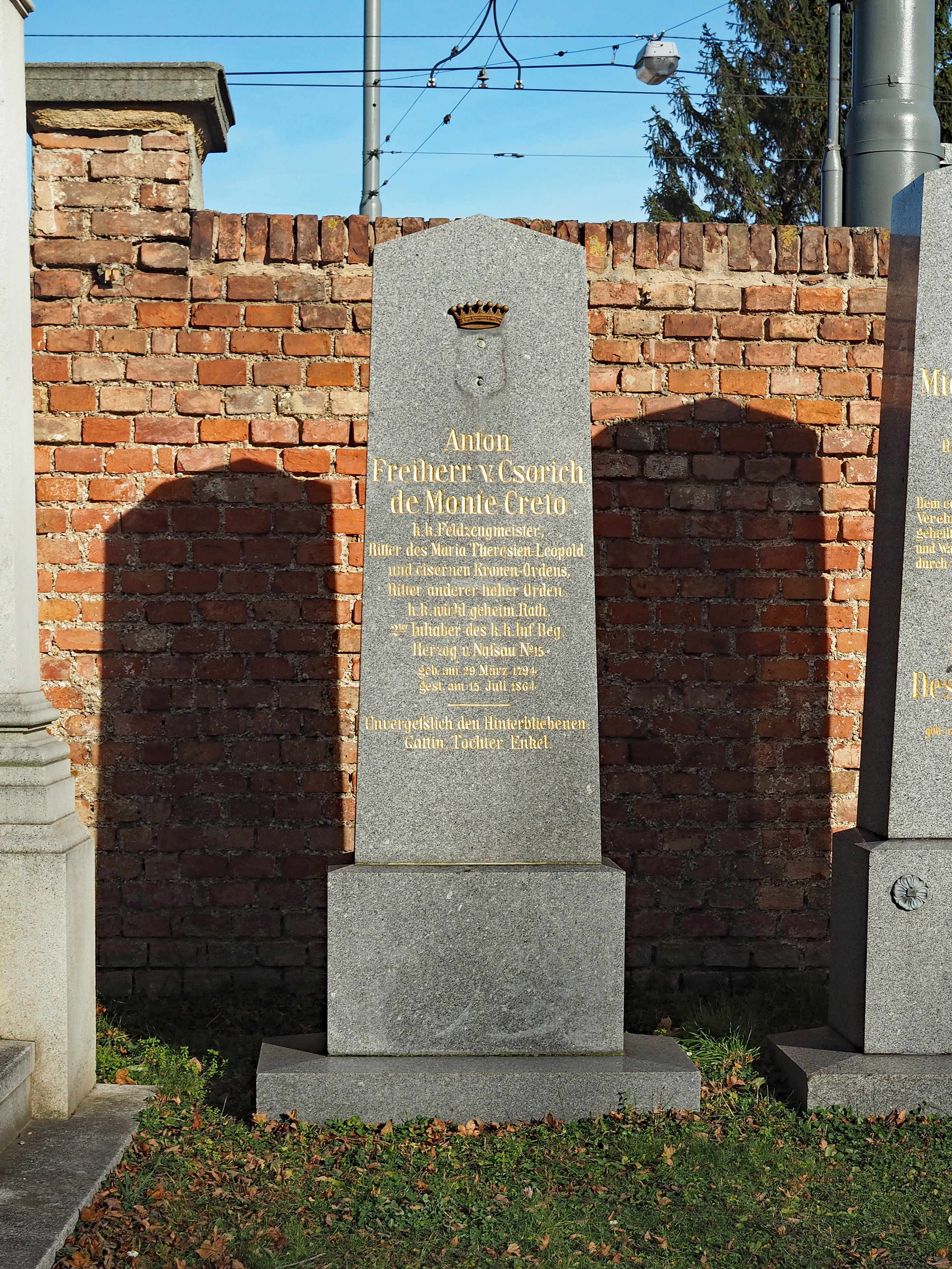
Grabstätte von Anton Csorich de Monte Creto

## Weitere Auszeichnungen
Für das umsichtige Verhalten während des Wiener Aufstandes wurde ihm das Kommandeurkreuz des Leopold-Ordens und das Ritterkreuz des Maria-Theresia-Ordens verliehen, letzteres heftete ihm Kaiser Franz-Joseph I. anlässlich einer Militärparade am 2. April 1850 persönlich an. Des Weiteren erhielt Csorich Dankadressen des Wiener Gemeinderates, der Kaufmannschaft und anderer Gremien der Hauptstadt.
Er starb am 15. Juli 1864 in Dornbach bei Wien. Auf dem Wiener Zentralfriedhof (Gruppe 0, Reihe 1, Nummer 4) erhielt er ein Ehrengrab.

## Privatleben
Der aus altem kroatischen Adel entsprossene und d. d. Wien 30. Juni 1818 mit dem Prädikat de Monte Creto in den österreichischen Freiherrnstand erhobene k. k.  FML Franz Freiherr Csorich von Monte Creto (* 1772, † 1847) hinterließ aus der Ehe mit Ludmille von Schindler keine Kinder. Er adoptierte seinen Neffen Anton Csorich, der in dessen Folge mit besonderem Diplom d. d. Wien 16. Oktober 1840 mit dem  gleichen Prädikat in den Freiherrnstand erhoben wurde.
Anton Freiherr Csorich von Monte Creto war in erster Ehe mit Caroline Gräfin Feuerstein von Feuersteinsberg († 1831), Tochter des Anton Franz Grafen Feuerstein von Feuersteinsberg und der Johanna Gräfin von Sternberg-Rudelsdorf, und heiratete in zweiter Ehe die Freiin Theresia Bogdan von Sturmbruck (* 2. Januar 1816), Tochter des k. k. FML Freiherr Joseph Bogdan von Sturmbruck und der Elisabeth Gräfin von Thun und Hohenstein a. d. H. Choltitz.
Aus erster Ehe entstammte sein einziges Kind, die Tochter Caroline Freiin Csorich von Monte Creto (* Dezember 1826), die mit dem k. k. Oberstleutnant Julius Posselt († 23. November 1860) verheiratet war. Deren Sohn war der Salzburger Alpinist und Höhlenforscher Anton von Posselt-Czorich (auch Posselt-Csorich). Dieser gilt als Entdecker der Eisriesenwelt und der Schellenberger Eishöhle sowie als Erstbesteiger der Torsäule.